# جووانی باتیستا بکاریا
 جووانی باتیستا بکاریا (انگلیسی: Giovanni Battista Beccaria؛ زاده ۳ اکتبر ۱۷۱۶ – درگذشته ۲۷ مهٔ ۱۷۸۱) یک فیزیک‌دان اهل ایتالیا بود.